# Dinko Petrov
Pour les articles homonymes, voir Petrov.
Dinko Petrov est un lutteur bulgare né le 10 mars 1935 à Stara Zagora. Il est spécialisé en lutte gréco-romaine.

## Palmarès

### Jeux olympiques
- Médaille de bronze dans la catégorie des moins de 57 kg en 1960 à Rome[1]

### Championnats du monde
- Médaille de bronze dans la catégorie des moins de 57 kg en 1963 à Helsingborg